# (3677) Magnusson
(3677) Magnusson (1984 QJ1) – planetoida z pasa głównego asteroid okrążająca Słońce w ciągu 3,41 lat w średniej odległości 2,27 au Odkrył ją Edward Bowell 31 sierpnia 1984 roku.